# NGC 6018
NGC 6018 ist eine 13,4 mag helle, linsenförmige Galaxie vom Hubble-Typ S0-a im Sternbild Schlange in der Nähe des Himmelsäquators. Sie ist schätzungsweise 241 Millionen Lichtjahre von der Milchstraße entfernt.
Die Galaxie bildet zusammen mit NGC 6021 eine optische Doppelgalaxie und wurde am 19. März 1787 von Wilhelm Herschel mit einem 18,7-Zoll-Spiegelteleskop entdeckt, der sie dabei mit „vF, S, lE“ beschrieb.
Höchstwahrscheinlich ist NGC 6018 mit IC 1150 identisch. Sie ist das einzige Objekt in dieser Region, auf das (mit Positionsfehler) die Beobachtung von Stéphane Javelle im Juli 1891 zutrifft.